# Interton VC4000
De Interton VC4000 is een vroege tweede generatie cartridgegebaseerde 8-bit spelcomputer waarvan de systeemprestaties reeds snel door de concurrerende systemen werden overtroffen. Het systeem werd in 1978 in Duitsland op de markt gebracht en het systeem bood een veelvoud aan computerspellen en allen van eigen fabricaat. Het hart wordt gevormd door een Signetics 2650A. De spelbesturing vond plaats middels twee gamepads, die naast een analoge joystick ook 14 toetsen bevatte. Het merendeel van de spellen maakte echter slechts gebruik van een beperkt aantal toetsen.
Grundig bracht de Superplay Computer 4000 op de markt, die identiek aan de VC4000 was.
Interton VC4000-compatibele spelcomputers werden echter door verschillende fabrikanten op de markt gebracht. Deze worden gezamenlijk aangeduid als het 1292 Advanced Programmable Video System.

## Technische specificaties
- Processor: Signetics 2650A met een kloksnelheid van 0,887 MHz.
- RAM: 37 Bytes, die in de videoprocessor voorhanden waren. Enkele spellen beschikten over additioneel RAM-geheugen voor het opslaan van spelgegevens, bijvoorbeeld een dam- en schaakspel.
- Weergave: Signetics 2636 Programmable Video Interface (PVI). Hiermee kon een eenkleurige afbeelding met een resolutie van 128 × 200 Pixels opgetekend worden. Een pixel kon echter niet individueel geplaatst dan wel gewist worden. Bijkomend konden 4 verschillende, eenkleurige sprites in 4 verschillende afmetingen getoond worden. Deze sprites konden over het achtergrondbeeld bewegen en het zichtbare beeldscherm verlaten en van elke sprite konden bovendien meerdere duplicaten weergegeven worden, waardoor er zeer veel bewegende objecten gelijktijdig op het scherm konden worden weergegeven. De kleur van het achterbeeld en de sprites konden afzonderlijk worden bepaald uit een uit 8 kleuren bestaand palet.
- Geluid: 1 geluidskanaal die niet moduleerbaar was en een onafhankelijke module voor ruis.
- Spelbesturingsapparaat]: 2 gamepads met joystick en 14 toetsen
- Spellen: 37 (nummers 1 tot en met 40. Titel 34, 35 en 39 zijn nooit verschenen).